# القوقعة: يوميات متلصص
القوقعة: يوميَّات متلصِّص هي روايةٌ ضمن أدب السجون للكاتب مصطفى خليفة، وكانت قد صدرت الطبعة الأولى عن دار الآداب في بيروت عام 2008. تُعتبر هذه الراوية واحدةً من أكثر روايات أدب السجون العربية شهرةً، حيثُ تُرجمت إلى 10 لغاتٍ، وتشمل الفرنسية والإنجليزية والإسبانية والإيطالية والنرويجية والتركية والألبانية والمجرية والألمانية.
تسرد الرواية يوميّات شاب أُلقي القبض عليه لدى وصوله إلى المطار عائدًا من فرنسا إلى وطنه سوريا، وذلك بعد انتهائه من دراسة الإخراج السينمائي، حيثُ أمضى أكثر من 13 سنة في السجون السورية دون أن يعرف التهمة المُوجهة إليه. يُذكر أنَّ كاتب الرواية مصطفى خليفة كان قد اعتُقل بسبب تقرير كتبه عنه أحد زملائه في فرنسا وليس بسبب أفكاره السياسية، ولكن كان قد صرح بأنَّ بطل الراوية يتضمن جزءًا كبيرًا من شخصيته، ولكن الجزء الآخر لصديقٍ له يحمل مواصفات بطل الراوية بالكامل، وأنَّ شخصية بطل الراوية هي تركيبةٌ من تجربته الشخصية وتجربة صديقه.

## ملخص الراوية
تُسرد الرواية على لسان الشاب الذي أمضى أكثر من 13 سنة في السجون السورية دون أن يعرف التهمة المُوجهة إليه. بطل الراوية هو شابٌ مسيحيٌ عاد من فرنسا إلى وطنه سوريا، وفورَ وصوله إلى المطار ألقت المخابرات القبض عليه ووضعته في السجن الصحراوي، حيثُ أمضى فيه أكثر من 13 عامًا بتهمة الانتماء لجماعة الإخوان المسلمين.
يتعرضُ الشاب خلال فترة سجنه لأهوالٍ من العذاب، بالإضافة إلى رفض أغلبية المسجونين التعامل معه كونهُ قد أعلن أنهُ مُلحد أثناء التعذيب، فيكون هناك تخبطٌ في كونه ملحدًا أو مسيحيًا، لذلك ينعزل الشاب عن الآخرين ويبني حول نفسهٍ قوقعةً يسترقُ النظر من خلالها للآخرين، كما أنه يسترقُ النظر إلى ساحة السجن عبر ثقبٍ في الحائط.
يضعُ الكاتب مُلخصًا على غلاف الكتاب:

## الترجمة
تُرجمت الراوية إلى 10 لغاتٍ، وكان جوزيف ساسون قد وصفها بأنها واحدةٌ من أقوى المذكرات العربية في أدب السجون. كانت دور النشر العربية تحذرُ في البداية من طباعة روايات السيرة الذاتية، خصوصًا أنَّ الشخصية الرئيسية تُسجن لمدة ثلاثة عشر عامًا خلال عهد الرئيس حافظ الأسد.
قام المحرر السوري الفرنسي فاروق مردم بك بالتعاون مع دار نشرٍ فرنسية تُسمى (Actes Sud)، بترجمة الراوية إلى اللغة الفرنسية عبر الكاتب ستيفاني دجولس وصدرت بعنوان (La Coquille: Prisonnier politique en Syrie). ثم ترجم بول ستاركي الكتاب إلى اللغة الإنجليزية ونشرته (Interlink Books). كما تُرجم إلى عدة لغاتٍ أخرى، وتشمل الإيطالية والإسبانية. في عام 2019 نُشر باللغة الألمانية.